# This Christmas (Donny Hathaway)
This Christmas è un singolo natalizio del cantante statunitense Donny Hathaway, pubblicato il 30 novembre 1970.
Autori del brano This Christmas sono lo stesso Donny Hathaway e Nadine McKinnor.
Vari artisti hanno in seguito inciso una cover del brano This Christmas.

## Descrizione
(This Christmas (1970))
Il brano This Christmas parla dello spirito natalizio e del Natale vissuto assieme ai propri cari e cita le varie tradizioni associate al periodo.
La versione originale stentò ad imporsi sul mercato discografico.

## Tracce
1. This Christmas – 3:05 (Donny Hathaway - Nadine McKinnor)
2. Be There – 3:00

## Cover (lista parziale)
Tra gli artisti che hanno inciso o eseguito pubblicamente una cover del brano This Christmas, figurano (in ordine alfabetico):
- Johnny Adams (1975)
- Christina Aguilera (nell'album  My Kind of Christmas  del 2000[5])
- Ashanti (2003)
- Aaron Banks (2003)
- Mario Biondi (nell'album  Mario Christmas  del 2013[6])
- Mary J. Blige (2013)
- Joe Bourne (1993)
- Chris Brown (2007)
- The Cheetah Girls (2005)
- Chicago (2003)
- Anne Cochran (2005)
- Harry Connick Jr. (2003)
- Brian Culbertson (versione strumentale, 2006)
- Alan Darcy (2007)
- Destiny's Child (2001)
- Merlon Devine (versione strumentale, 2006)
- Gloria Estefan (nell'album  Christmas Through Your Eyes del 1993[7])
- Aretha Franklin
- Jess Glynne (2020)
- Macy Gray (2001)
- Spyro Gyra (versione strumentale, 2008)
- Carole King (2011)
- Gladys Knight & The Pips (1982)
- Patti LaBelle (1990)
- Lady Antebellum (2012)
- Sam Levine (versione strumentale, 1997)
- Lisa Ljungberg (2014)
- Johnny Mathis (2013)
- Stephanie Mills (1991)
- Jane Monheit (2005)
- Nate Najar (versione strumentale, 2017)
- Trijntje Oosterhuis (2010)
- Jeffrey Osborne (1998)
- Steve Overland (1994)
- Johnny Ruffin Jr. (versione strumentale, 2019)
- Train (nell'album  Christmas in Tahoe  del 2015[3][8])
- Vonda Shepard (2000)
- The Temptations (1980)
- John Travolta & Olivia Newton John (2012)
- Usher (1993)
- Stan Whitmire (versione strumentale, 2012)
- Terence Young (versione strumentale, 2007)

## Il brano nella cultura di massa
- Nel 2007, il brano ispirò un film dal titolo omonimo (in italiano: This Christmas - Natale e altri guai) diretto da Preston A. Whitmore II[3][9]